# Alfredo Pérez (Fußballspieler)
Alfredo Ricardo Pérez (* 10. April 1924; † 23. August 1994) war ein argentinischer Fußballspieler.

## Karriere

### Vereinskarriere
Alfredo Pérez begann seine fußballerische Laufbahn im Jahre 1949 bei Rosario Central. Dort blieb er zwei Jahre bis ins Jahr 1950, ehe er nach 42 Spielen für Rosario Central, in denen ihm ein Tor, das einzige in seiner Profikarriere gelang, zu River Plate nach Buenos Aires wechselte. 1952 gelang Pérez mit River Plate, wo er in einer Mannschaft unter anderem mit Ángel Labruna, Félix Loustau oder Amadeo Carrizo spielte, erstmals in seiner Karriere der Gewinn der argentinischen Fußballmeisterschaft, als in der Primera División der erste Platz mit einem Punkt Vorsprung auf den Racing Club de Avellaneda aus Avellaneda belegt wurde. In der Spielzeit darauf stand River Plate nach dreißig Spieltagen erneut ganz oben in der Tabelle, diesmal ließ man Vélez Sarsfield mit vier Punkten hinter sich. Nachdem 1954 nur ein dritter Platz bei der Meisterschaft der Boca Juniors gelungen war, wurde River Plate mit Pérez 1955 erneut argentinischer Meister. Man wurde Erster erneut vor dem Racing Club. In den beiden folgenden Jahren konnte River Plate weitere Male die argentinische Meisterschaft gewinnen. Alfredo Pérez blieb insgesamt bis ins Jahr 1960 bei River Plate und gewann während dieser Zeit fünfmal die argentinische Meisterschaft. Nach 196 Spielen für River Plate ohne Tore verließ er den Verein und schloss sich dem Zweitligisten Club Atlético Platense an, wo er wenig später seine aktive Karriere beendete.

### Nationalmannschaft
In der argentinischen Fußballnationalmannschaft wurde Alfredo Pérez in den Jahren 1957 und 1958 dreimal eingesetzt. Ein Torerfolg glückte ihm nicht. Er stand im argentinischen Aufgebot für die Fußball-Weltmeisterschaft 1958 in Schweden. Bei dem Turnier wurde er jedoch nicht eingesetzt. Währenddessen scheiterte seine Mannschaft bereits nach der Vorrunde, nachdem in einer Gruppe mit Titelverteidiger Deutschland, Nordirland und der Tschechoslowakei der vierte und letzte Platz belegt wurde.